# 灭火飞机都市传说
灭火飞机都市传说是指一个讲述灭火飞机空载潜水员到火灾现场，并将灭火用的水和潜水员一起抛向火灾现场，造成人员死亡的都市传说。但到现在为止没有证据表明这种情况在现实中发生过。

## 故事来源
美国加利福尼亚州的消防部门在评估森林大火造成的破坏时，在森林的一片被火灾烧毁处发现了一具尸体。死者的男性全身穿着全套潜水衣，配有水肺、脚蹼和呼吸器。验尸显示，该人不是死于烧伤，而是受到了严重的内伤，根据牙科记录也验证了死者的身份，随后，调查人员开始着手确定一名全副装备的潜水员是如何在森林大火中丧生的。
据透露，火灾当天，这名男子在距森林约20公里的海岸进行一次潜水之旅。为了尽快控制火势，消防队员们召集了一队人马驾驶着携带有挂装水桶的直升机驶往水源地。直升机将水桶扔进海里快速装水，接水的前一分钟，潜水员还在海里做鳍状动作，下一分钟，他就被装在水桶里吊在300米的空中，然后直升机迅速飞到森林大火上空将水和被误装的潜水员倒向火灾现场，潜水员也因此而摔死。

## 质疑
现今最大直升机的进气道只有一个一英尺的环形。所有的水都是通过一个1英尺的开口进入的，由于开口太小，即使是一个小个子也无法通过，更不用说一个穿着水肺设备的正常身高的人。
庞巴迪（Bombardier）的灭火飞机通常有两个进气道，都是4英寸乘10英寸的尺寸，而且这些进气口由格栅保护。
装有固定水箱的直升机通过一根软管吸水，这个软管的开口直径只有几英寸。

## 流行文化
《CSI犯罪現場》第二季第五集“Scuba Doobie-Doo ”讲述的则是灭火飞机都市传说。